# Teinopodagrion eretes
Teinopodagrion eretes – gatunek ważki z rodziny Megapodagrionidae. Endemit Peru, stwierdzony jedynie w regionie Huánuco w centralnej części kraju.